# Heinrich Bechtolsheimer

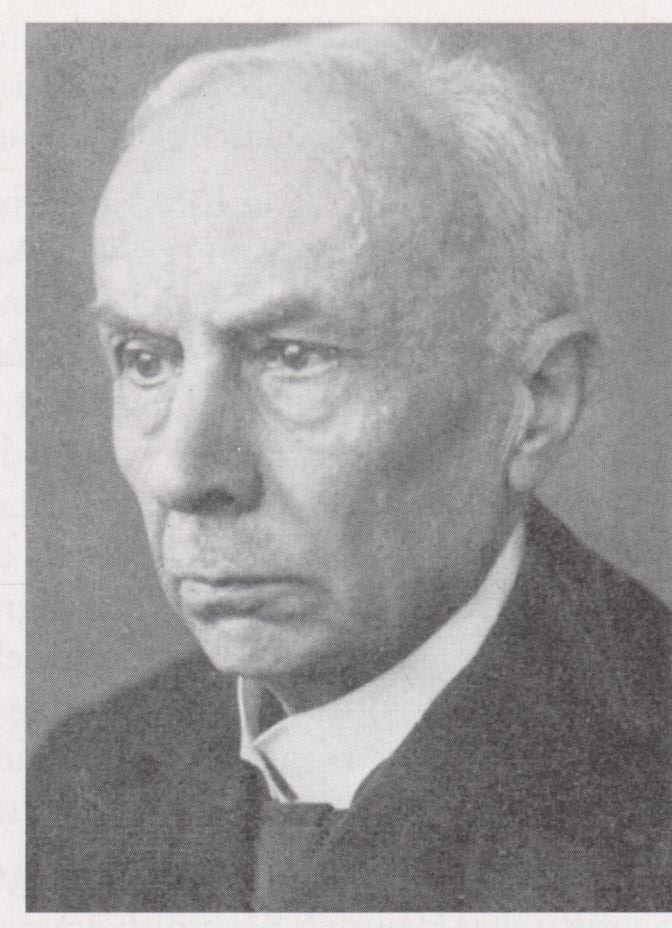
Heinrich Bechtolsheimer

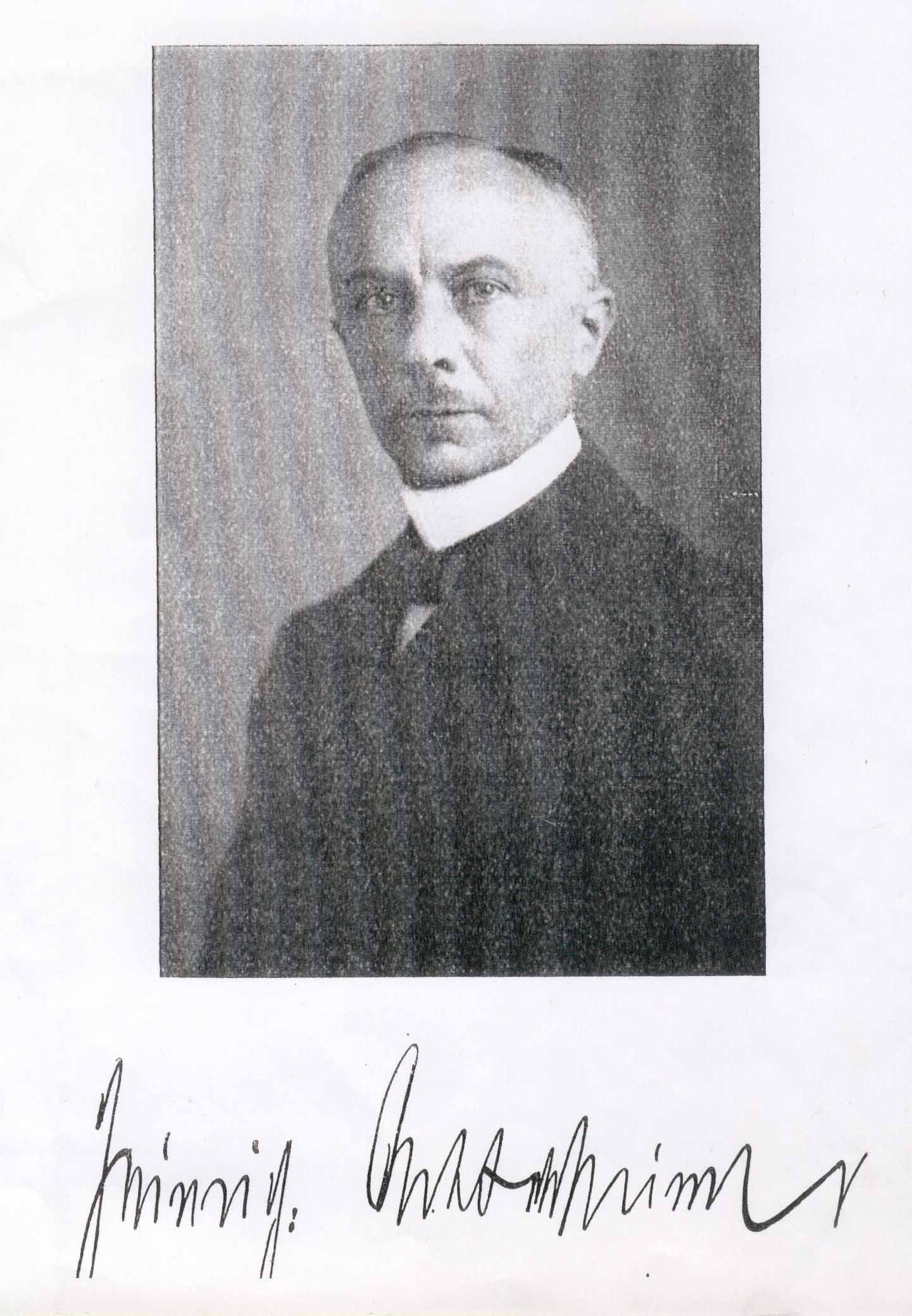
Heinrich Bechtolsheimer, um 1915

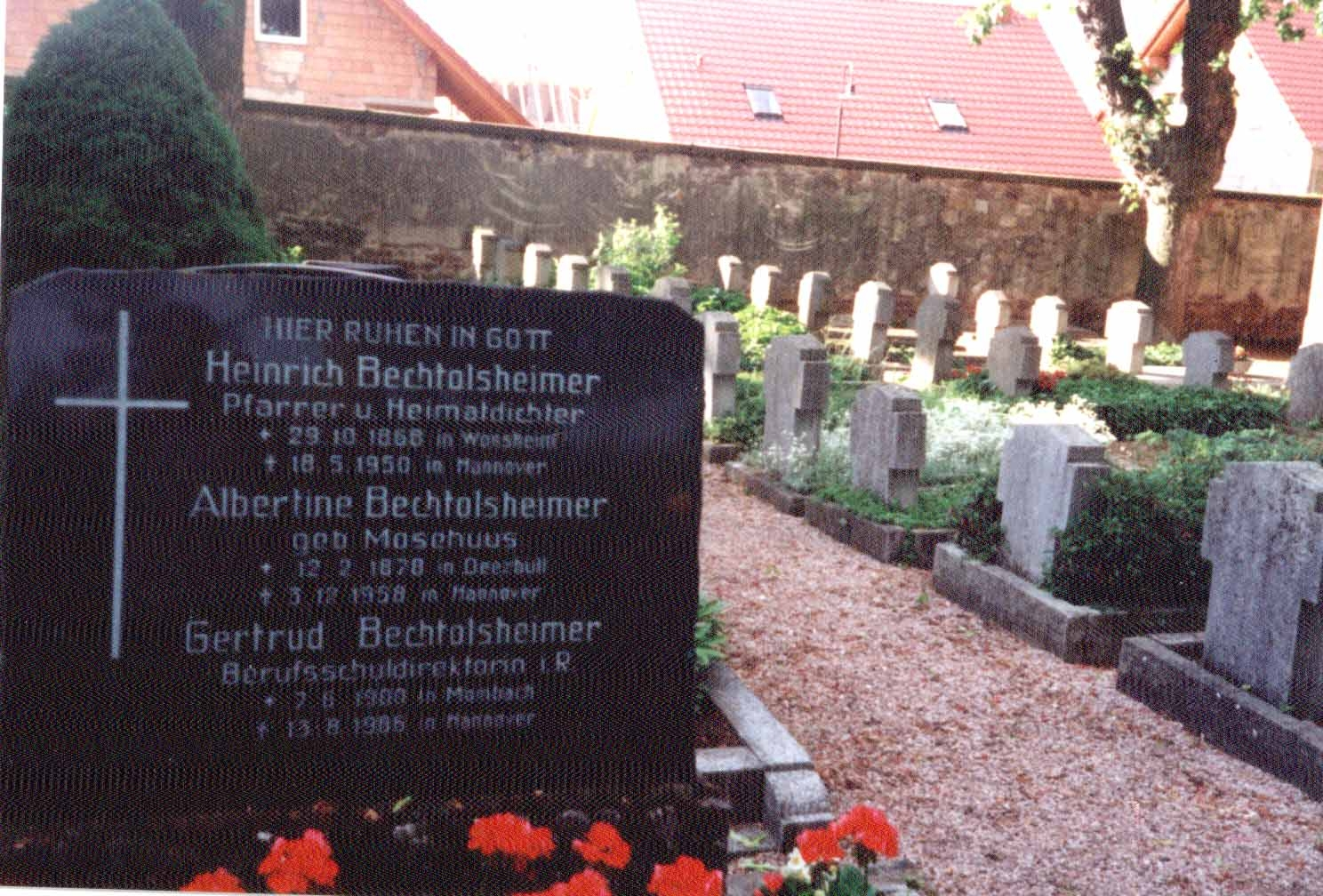
Grabstätte von Heinrich Bechtolsheimer

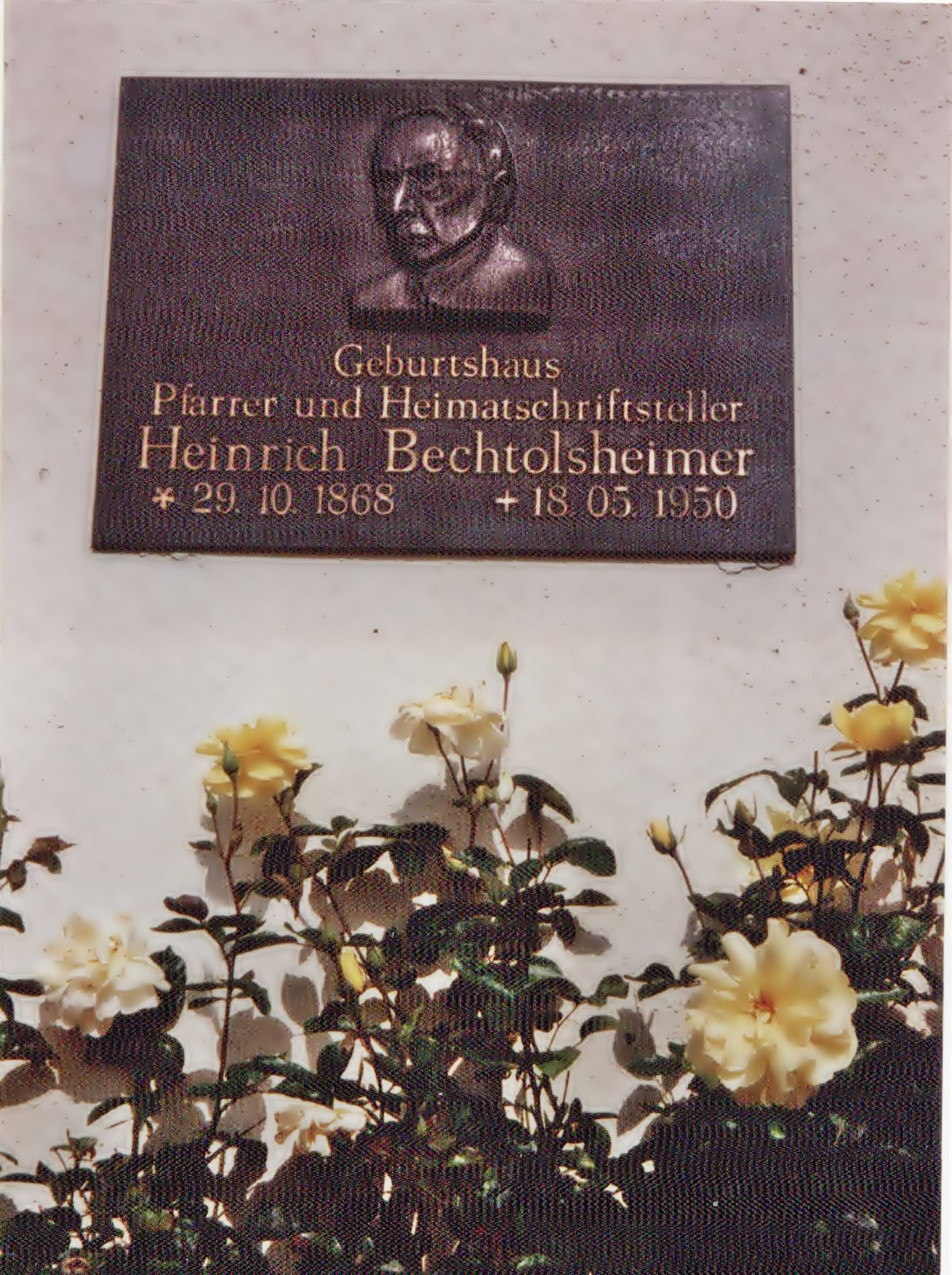
Gedenktafel am Geburtshaus

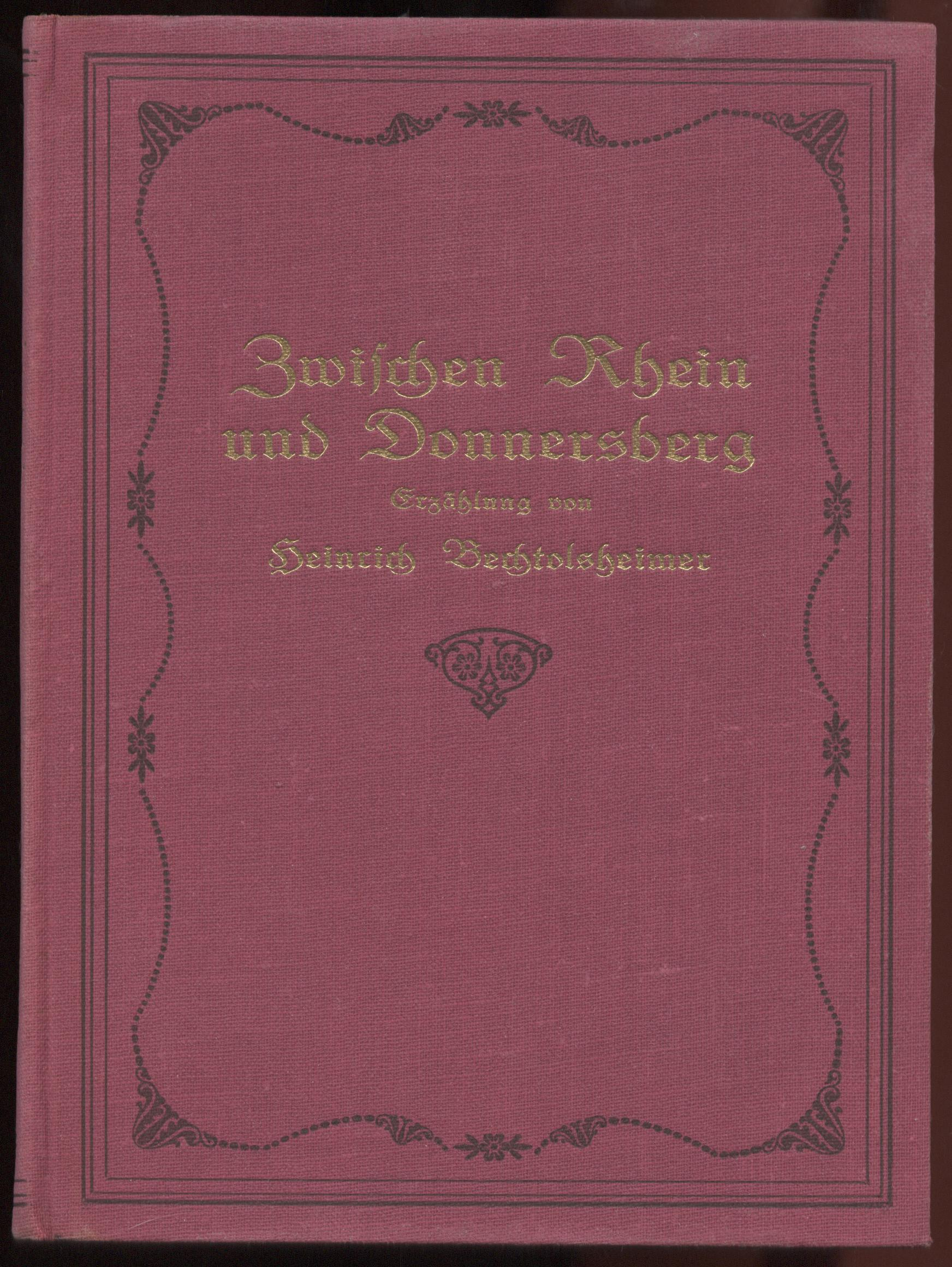
Buch von Heinrich Bechtolsheimer, 1926

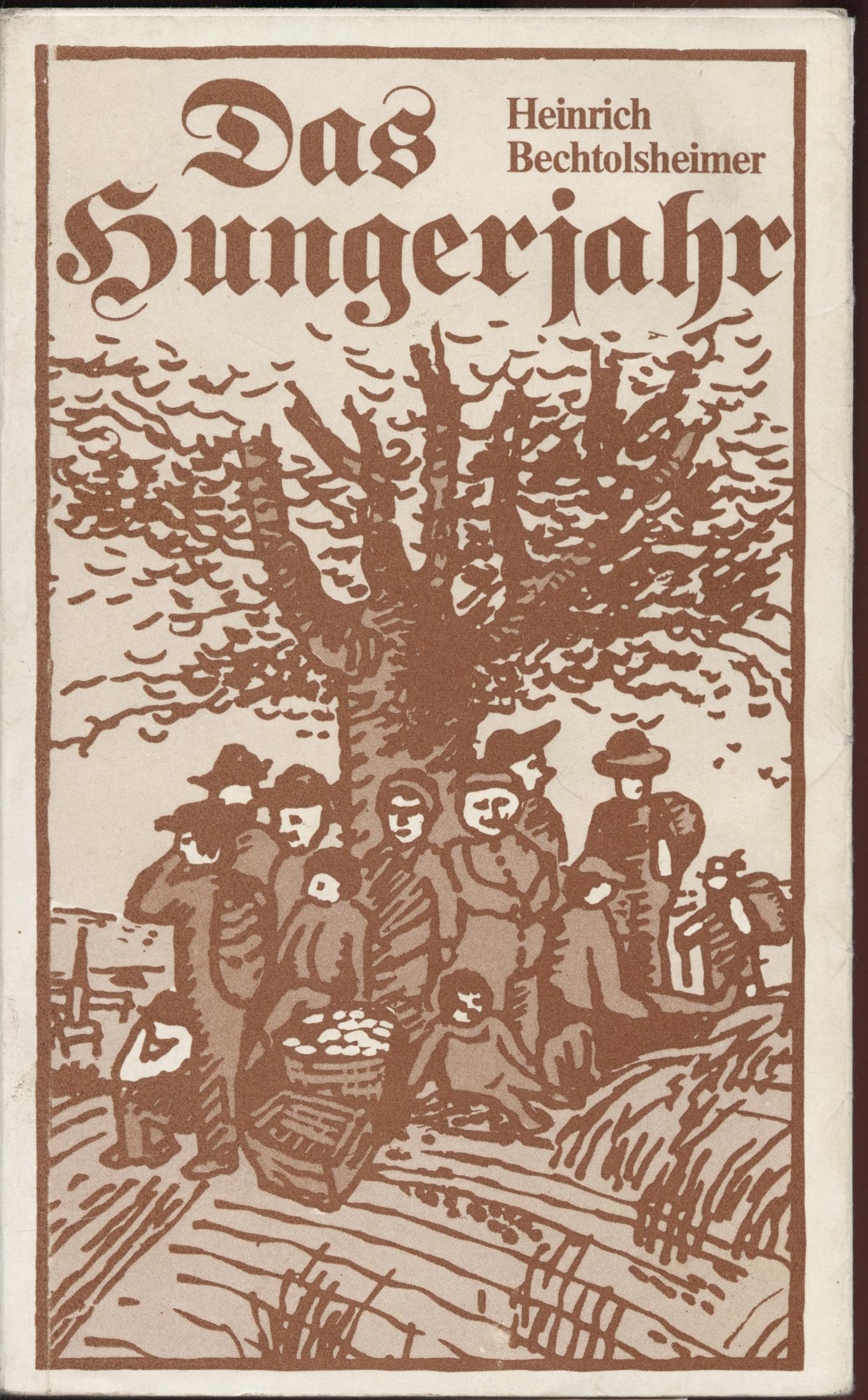
Buch von Heinrich Bechtolsheimer, Neuauflage

Heinrich Bechtolsheimer (* 29. Oktober 1868 in Wonsheim; † 18. Mai 1950 in Hannover) war protestantischer Pfarrer und rheinhessischer Heimatschriftsteller.

## Leben
Heinrich Bechtolsheimer wurde als Sohn eines Volksschullehrers im rheinhessischen Wonsheim geboren und besuchte ab dem 12. Lebensjahr das Gymnasium in Bad Kreuznach. Diese Stadt wurde ihm in der Jugend zur zweiten Heimat. Schon als Oberprimaner versuchte er sich schriftstellerisch und seine Artikel erschienen in der „Deutschen Zeitung“ zu München.
In Gießen studierte Bechtolsheimer protestantische Theologie und erhielt 1894 seine erste Pfarrstelle in Lampertheim. Von 1899 bis 1907 wirkte er als Vikar der Friedenskirche der Landgemeinde Mainz mit Sitz in Mombach, die auch Gonsenheim umfasste.
Von 1907 bis 1938 war Heinrich Bechtolsheimer Pfarrer der Lukasgemeinde in Gießen. Seinen Lebensabend verbrachte er bei der Tochter in Hannover. Dort verstarb er 1950, wurde jedoch seinem Wunsch gemäß auf dem heimatlichen Wonsheimer Friedhof bestattet.

## Gedenken
Im Geburtsort Wonsheim gibt es einen „Freundeskreis Heinrich Bechtolsheimer“, der die Erinnerung an den Heimatdichter und sein Werk pflegt. Dort und in Mainz ist jeweils eine Straße nach ihm benannt. Zur Erinnerung an den bedeutenden Sohn der Gemeinde wurde 2009 in Wonsheim außerdem die „Heinrich-Bechtolsheimer-Plakette“ als Auszeichnung für verdiente Bürger geschaffen; an seinem Geburtshaus befindet sich eine Gedenktafel mit Porträtrelief.

## Werk
Heinrich Bechtolsheimer war heimatgeschichtlich stark interessiert. Schon als Schüler begann er mit seinen Forschungen und hörte zeitlebens nicht mehr damit auf. Sein Bruder Karl schreibt über ihn:

„... Wie war es doch? Da schleicht ein Gymnasiast hin zu den Alten unter dem Lindenbaum oder auf der Torbank und lässt sich berichten aus der Väter Tagen. Den alten Maurer Saß hat er noch auf den Stock gestützt durch den Hof gehen sehen, den Mann der unter Napoleon I. Soldat war. Sein Sohn Anton hat dem Knaben erzählt, wie der Vater einst nach Lyon und weiter nach Spanien hinein in den Kampf gezogen ist. Den alten Dietrich Peter lässt er auch nicht in Ruhe. Als Siebenjähriger hat der noch das Jahr 1813 erlebt; was er aus dieser Zeit im Gedächtnis bewahrte, musste er immer und immer wieder erzählen. Bei einem Freunde lagen aus Urgroßvaters Zeiten alte französische Kaufakten, die wurden durchstöbert, übersetzt und gedeutet. In anderen Familien wurden Nachforschungen angestellt, in späteren Jahren kam das Studium der Literatur und der Bestände der Archive hinzu. Und was er erlebt und geschaut, das alles fügt sich über ihm zu einem Bilde der Zeit, die er uns in schlichter, einfacher, lebenswahrer Form schildert. Es verdichtet sich in drei Bänden, „Zwischen Rhein und Donnerberg“, „Das Hungerjahr“ und „Geschichten aus der Pfalz und ihrer Nachbarschaft““

Während seiner Zeit an der Mainzer Friedenskirche entstanden die beiden genannten Hauptwerke „Zwischen Rhein und Donnersberg“ (1903) sowie „Das Hungerjahr“ (1907). Sie gehören zum Schönsten was die rheinhessisch-pfälzische Heimatdichtung an historischen Erzählungen hervorgebracht hat. Beide Bücher spielen im frühen 19. Jahrhundert und behandeln die napoleonische Zeit bzw. die sich anschließende Epoche im rheinhessisch-pfälzischen Grenzgebiet um Wonsheim und Niederhausen an der Appel. Pfarrer Bechtolsheimer schildert darin lebendig und packend, Brauchtum, Leben, Freud und Leid der dörflichen Bevölkerung, eingebettet in den Rahmen der aufregenden Zeitereignisse. Die Erzählungen machten den Autor überregional bekannt.
In der Gießener Zeit kamen weitere, ähnliche Heimatdichtungen hinzu, wie etwa die  Erzählungsbände „Geschichten aus der Pfalz und ihrer Nachbarschaft“ (1914) oder „Weizenähre, Rebenblatt und Tannenzapfen“ (1926).
Heinrich Bechtolsheimer verfasste daneben auch rein historische Schriften und theologische Werke. Außerdem hinterließ er unter dem Titel „Erinnerungen eines Diasporapfarrers“  autobiographische Aufzeichnungen. Fast alle Werke Bechtolsheimers erlebten mehrfache Auflagen, teils bis in die jüngste Zeit hinein.

## Werkübersicht
(Auswahl)
- „Zwischen Rhein und Donnersberg“, 1903
- „Rheinhessen unter der Fremdherrschaft“ in Erinnerungsschrift 38–54
- „Rheinhessen zur Zeit der Franzosenherrschaft 1792-1814“, Worms 1905
- „Das Hungerjahr“, 1907
- „Das Elend der Fremdherrschaft: Als Deutschland erwachte“ Lebens- und Zeitbilder aus den Befreiungskriegen, Hamburg 1910
- „Geschichten aus der Pfalz und ihrer Nachbarschaft“, 1914
- „Die Provinz Rheinhessen in den beiden ersten Jahrzehnten ihres Bestehens“
- „Beiträge zur rheinhessischen Geschichte. Festschrift der Provinz Rheinhessen zur Hundertjahrfeier 1816-1916“ zusammen mit Julius Reinhard Dieterich und Kurt Strecker, Mainz 1916
- „Ein treues Herz - Eine Liebesgeschichte aus dem großherzoglich-hessischen Dorf Gonsenheim“
- „Pflug und Trompete - Lebensschicksale eines pfälzischen Musikanten“, 1913
- „Rheinisches Land und Rheinische Leute“, 1926
- „Weizenähre, Rebenblatt und Tannenzapfen“, 1926
- „Erinnerungen eines Diasporapfarrers“, 1928
- „Die Seelsorge in der Industriegemeinde“
- „Die Stimme des Gewissens - Eine Kriminalerzählung aus dem alten Kreuznach“, in Bad Kreuznacher Heimatblätter, 1985
- „Die Dorfchronik von Wonsheim“, in „100 Jahre Freiwillige Feuerwehr Wonsheim“, Wonsheim, 1991. S. 47–62